# Gambrel

Gambrel, un tejado a dos aguas abuhardillado

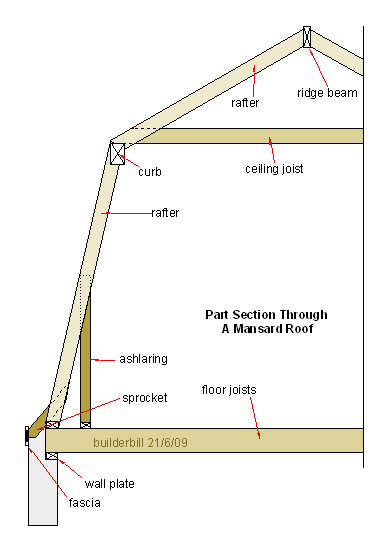
Un diagrama de la sección transversal de un tejado gambrel, un techo abuhardillado a dos aguas

Un techo abuhardillado a dos aguas (en inglés, gambrel), es un tipo de cubierta generalmente simétrica, con dos pendientes en cada lado. Tradicionalmente denominado en la bibliografía anglosajona como "tejado holandés", la zona superior se dispone con una pendiente suave, mientras que la parte inferior del tejado es muy inclinada. Este diseño posee las ventajas de un techo inclinado, permitiendo maximizar la altura de techo disponible en la planta superior del edificio y a la vez acortando lo que de otro modo sería un tejado muy alto. La denominación de gambrel, acuñada en Norteamérica, proviene de la palabra latina medieval gamba, que significa corvejón o pata de caballo. En Inglaterra se utiliza el término "curb", que podría estar relacionado con la forma del bocado que forma parte del embridado de los caballos. 
Históricamente, en Europa no se ha distinguido entre un tejado gambrel y una mansarda, denominándose a ambos tipos buhardilla. En cambio, en los Estados Unidos son frecuentes las denominaciones de variantes de esta cubierta, como tejado holandés, buhardilla colonial holandesa con aleros de campana, abuhardillado sueco, alemán, inglés, francés o de Nueva Inglaterra.
La sección transversal de un tejado gambrel es similar a la de una mansarda; pero con la diferencia de que el gambrel es un tejado a dos aguas (con hastiales en sus extremos), mientras que la mansarda es un tejado a cuatro aguas (sin hastiales). Un gambrel generalmente sobresale de la fachada (presenta aleros), mientras que una mansarda normalmente no lo hace.

## Origen y uso del término
Gambrel es una palabra del inglés normando, a veces escrita gambol, como figura en el libro de precios de los carpinteros de Boston de 1774 (revisado en 1800). Otras grafías incluyen gamerel, gamrel, gambril, gameral, gambering, cambrel, cambering o chambrel, refiriéndose a una barra de madera utilizada por los carniceros para colgar los cadáveres de los animales sacrificados. Los tejados abuhardillados habilitados por los carniceros para secar la carne, posteriormente hechos de metal, se asemejaban a la apariencia de dos pendientes de un techo abuhardillado. Gambrel también es un término utilizado para designar a la articulación de la parte superior de la pata trasera de un caballo, el corvejón.
En 1858, Oliver Wendell Holmes, Sr. escribió:

Know old Cambridge? Hope you do.—

  Born there? Don't say so! I was, too.

(Born in a house with a gambrel-roof,—

  Standing still, if you must have proof.—

"Gambrel?—Gambrel?"—Let me beg

  You'll look at a horse's hinder leg,—

First great angle above the hoof,—

  That's the gambrel; hence gambrel-roof.
¿Conoces el viejo Cambridge? Espero que lo hagas.

  ¿Nacido allí? ¡No lo digas! Yo lo fui también.

(Nacido en una casa con techo abuhardillado,

  Quédese quieto, si necesita pruebas.

"¿Gambrel? - ¿Gambrel?" - Déjame suplicar

  Mirarás la pata trasera de un caballo.

Primer gran ángulo sobre el casco,

  Ese es el gambrel; de ahí el techo abuhardillado.

Una referencia anterior del Diccionario de americanismos, publicado en 1848, define gambrel como "Un techo de una casa con dos faldones de dos pendientes cada uno, llamado así por la semejanza con la forma de la pata trasera de un caballo que los herradores denominan gambrel". El Diccionario Webster también usó de manera confusa el término faldón en la definición de este techo.
El término también se usa para un techo abuhardillado simple en Francia y Alemania. En holandés, un gambrel se denomina 'techo abuhardillado de dos lados'.

## Orígenes del gambrel en América del Norte
Se desconoce el origen de la forma del techo abuhardillado en América del Norte. El ejemplo más antiguo conocido en los Estados Unidos estaba en el segundo Harvard Hall de la Universidad de Harvard, construido en 1677. Posiblemente la casa más antigua que se conserva en los EE. UU. con techo abuhardillado es la Casa de Peter Tufts (1677-78). La casa de entramado de madera más antigua de América del Norte, la Casa Fairbanks, posee una cubierta abuhardillada, aunque se trata de una adición posterior.
Las afirmaciones sobre el origen de la forma del techo abuhardillado en América del Norte incluyen:
1. Los marineros y comerciantes españoles, portugueses, holandeses e ingleses habían visitado o se habían establecido en el área del sudeste asiático ahora llamada Indonesia antes del asentamiento europeo permanente en América. En Indonesia, vieron viviendas con un estilo de techo donde el extremo de un techo comenzaba como un faldón y terminaba como un hastial en la coronación. El hastial era una abertura que permitía que el humo del fuego para cocinar se disipara. Este diseño de techo se trajo a Europa y las colonias americanas y se adaptó a las condiciones locales. Este estilo del cubierta todavía se usa en todo el mundo en la actualidad.
2. Los marineros que viajaban a los Países Bajos trajeron el diseño a América del Norte.[6]
3. Razones prácticas, como una forma de permitir edificios más anchos, el uso de vigas más cortas o evitar impuestos.[7]

## Imágenes

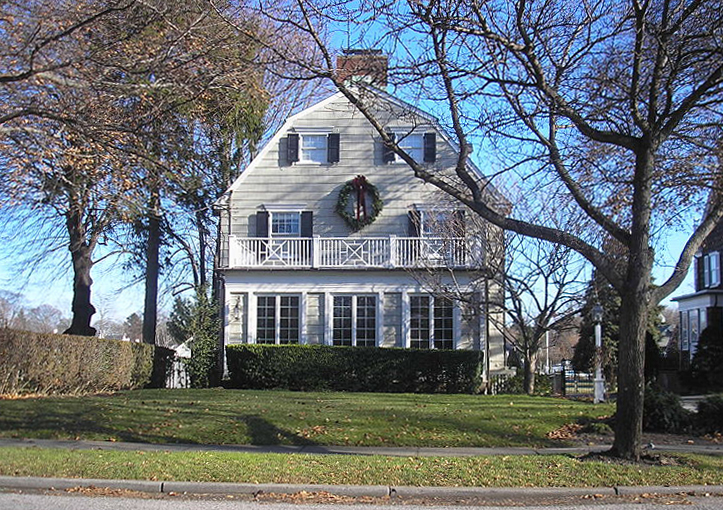
Vivienda con techo abuhardillado en Amityville, Nueva York, que se hizo famosa por The Amityville Horror
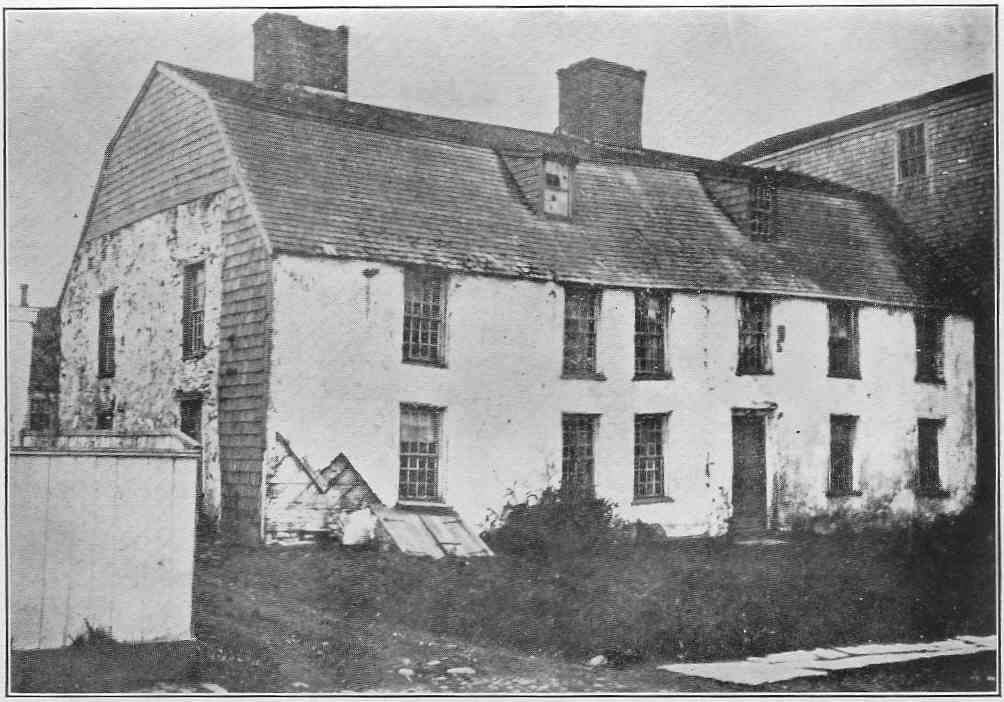
Si la fecha de construcción y el techo de la casa de Henry Bull fueran originales de alrededor de 1639, este sería el ejemplo más antiguo conocido de un gambrel en los Estados Unidos
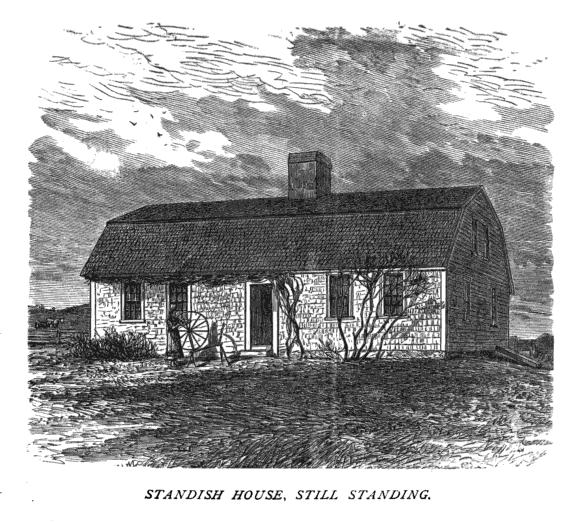
Otro candidato para el techo abuhardillado más antiguo, que se dice que data de 1666, la casa de Alexander Standish
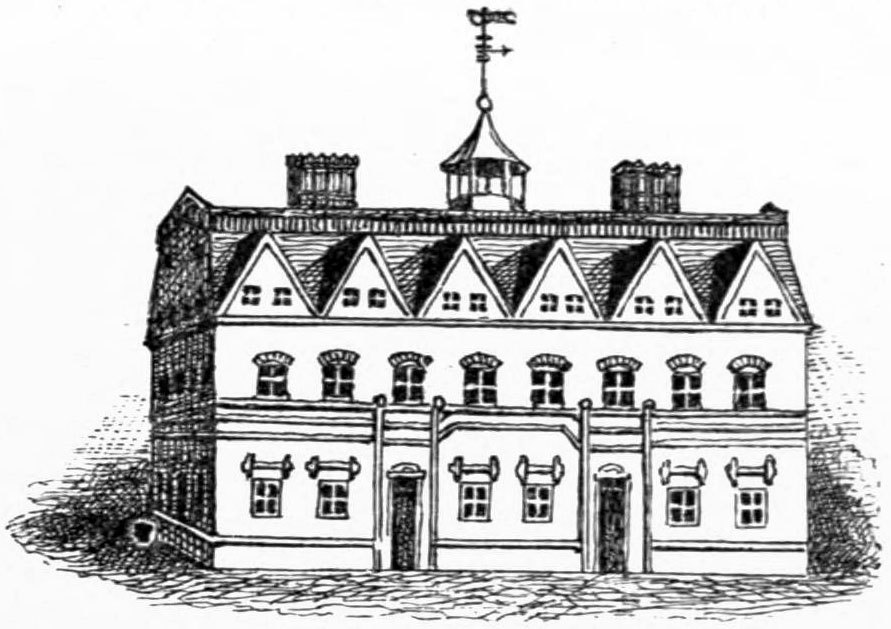
El primer Harvard Hall, de la Universidad de Harvard, acreditado como el ejemplo más antiguo conocido de techo abuhardillado en América del Norte, construido c. 1677, quemado en 1766
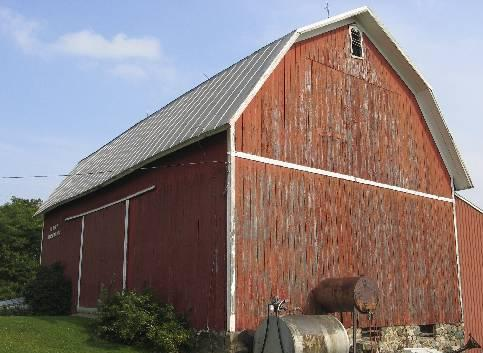
Granero con techo abuhardillado
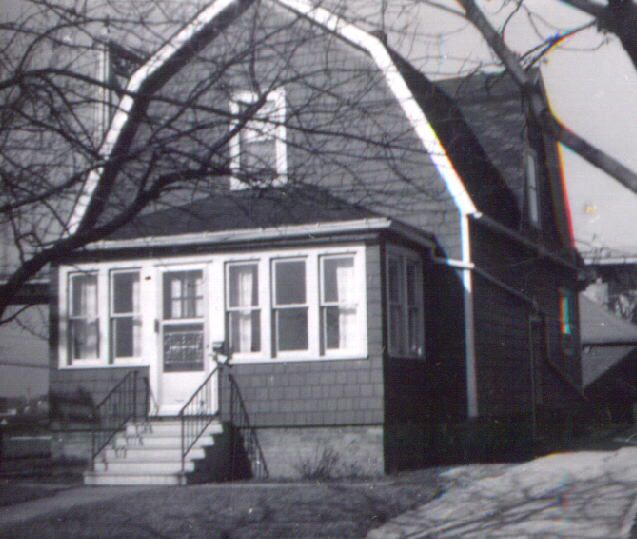
Techo abuhardillado en una casa de Toledo, Ohio, aproximadamente en 1937